# Nuklearna energija
Nuklearna energija je energija čestica pohranjena u jezgri atoma. Jezgra se sastoji od protona i neutrona, koji su međusobno vezani jakim i slabim nuklearnim silama. Nuklearnim reakcijama dolazi do promjene stanja atomske jezgre, što znači da se broj ili vrsta čestica u jezgri mijenja. Ovisno o vrsti nuklearne reakcije, može doći do oslobađanja nuklearne energije, koja se može iskoristiti za proizvodnju električne energije u nuklearnim elektranama. Ona se oslobađa u procesima koji se odvijaju u zvijezdama (fuzija) te u procesima koje danas rabimo u nuklearnim elektranama (fisija), kao i u spontanim nuklearnim reakcijama.
Nuklearne elektrane proizvode oko 2,5% svjetske energije i 10% svjetske električne struje (podaci iz 2019.), a SAD, Francuska i Japan zajedno daju oko 50% nuklearno generirane električne energije.
2007. godine, Međunarodna agencija za atomsku energiju podnijela je izvještaj o postojanju 439 nuklearnih reaktora u pogonu u svijetu, koje rade u 31 državi. Također, izgrađeno je više od 150 pomorskih plovila koji koriste nuklearni pogon.
U tijeku je debata o korištenju nuklearne energije.  Zagovornici, kao što su svjetska nuklearna udruga (WNA) i Međunarodna agencija za atomsku energiju, tvrde da je nuklearna energija izvor održive energije koja smanjuje emisije ugljika. Protivnici, kao što su Greenpeace i NIRS, vjeruju da nuklearna energija postavlja mnoge prijetnje ljudima i okolišu.
Nuklearne nesreće uključuju černobilsku katastrofu (1986), nuklearnu katastrofu u Fukushimi (2011) i Three Mile Island katastrofu (1979). Također je bilo nesretnih slučajeva s nuklearno pogonjenim podmornicama. Međutim, sigurnosni protokol nuklearne energije je dobar kad se uspoređuje s mnogim drugim energetskim tehnologijama. Istraživanja u svrhu porasta sigurnosti nastavlja se i nuklearna fuzija bi se mogla koristiti u budućnosti.
Kina ima 25 nuklearnih reaktora u izgradnji, s planovima da izgradi mnogo više, dok su u SAD-u licence gotovo pola reaktora produžene na 60 godina, i planovi za izgradnju drugih dvanaest ozbiljno se razmatraju. Međutim, Nuklearna katastrofa u Fukushimi, u Japanu 2011., potaknula je promišljanje nuklearne politike u mnogim državama. Njemačka je odlučila zatvoriti sve svoje reaktore do 2022, a Italija je se odrekla nuklearne energije. Nakon Fukushime, Međunarodna agencija za energiju prepolovila je svoju procjenu dodatnih nuklearnih kapaciteta koji bi se izgradili do 2035.

## Korištenje
Od 2005. godine pomoću nuklearne energije proizvodi se 6,3% svjetske energije te 15% svjetske struje, a SAD, Francuska i Japan zajedno daju 56,5%  nuklearne generirane električne energije. 2007., Međunarodna agencija za atomsku energiju podnijela je izvještaj o postojanju 439 nuklearnih reaktora u funkciji u svijetu, koje rade u 31 državi. Od prosinca 2009., svijet je imao 436 reaktora. Otkad je komercijalna nuklearna energija počela sredinom 1950-ih, 2008. je bila prva godina u kojoj nijedna nova nuklearna elektrana nije priključena na mrežu, iako su dvije priključene 2009.
Godišnja proizvodnja nuklearne energije je na lagano silaznom trendu od 2007., padajući 1.8% 2009. na 2558 TWh, tako da je nuklearna energija pokrivala 13–14% svjetske potražnje za električnom energijom. Jedan faktor u smanjenju udjela nuklearne energije od 2007. bilo je dugotrajno isključenje velikih reaktora u nuklearnoj elektrani Kashiwazaki-Kariwa u Japanu nakon Niigata-Chuetsu-Oki potresa.
SAD proizvodi najviše nuklearne energije, tako da nuklearnom energijom pokriva 19% svoje potrošnje električne energije, dok Francuska proizvodi najveći postotak svoje električne energije iz nuklearnih reaktora—80% od 2006. U Europskoj uniji kao cijeloj, nuklearna energija osigurava 30% električne energije. Nuklearna politika razlikuje se među državama članicama Europske  unije, a neke, kao što su Austrija, Estonija, Irska i Italija, nemaju aktivnih nuklearnih elektrana. U usporedbi s tim, Francuska ima velik broj takvih postrojenja, sa 16 višejediničnih stanica u trenutnoj upotrebi.
U SAD-u, dok je proizvodnja struje iz ugljena i plina projektirana tako da vrijedi 85 milijardi dolara do 2013, nuklearni generatori proračunati su na 18 milijardi dolara.
Mnogi ratni i neki civilni (kao što su neki ledolomci) brodovi koriste nuklearni pomorski pogon, oblik nuklearnog pogona. Nekoliko svemirskih letilica lansirano je koristeći potpuno razvijene nuklearne reaktore: sovjetska RORSAT serija i američka SNAP-10A.
Međunarodna istraživanja nastavljaju se u svrhu unapređivanja sigurnosti kao što su pasivno sigurne elektrane, korištenje nuklearne fuzije, i dodatna korištenja topline procesa, kao što je hidroliza (za podržavanje vodikove ekonomije), za desalinizaciju morske vode i za korištenje u sistemima za centralno grijanje.

## Fuzija
Spajanje dviju atomskih jezgri naziva se nuklearna fuzija. U nuklearnim fuzijama mogu sudjelovati samo laki elementi - oni sa samo nekoliko protona i neutrona u jezgri. Pri vrlo visokim temperaturama dvije jezgre vodika međusobno se sudaraju i nastaje teža jezgra helija koja pritom oslobađa energiju i odbacuje neutron. Fuzije se odvijaju na Suncu i drugim zvijezdama.
- Fuzijski reaktor

Znanstvenici još nisu izradili praktičan fuzijski reaktor. Prstenasti eksperimentalni reaktor naziva se torus. On zagrijava plinoviti vodik na više milijuna stupnjeva tako da se atomske jezgre mogu spajati.

## Fisija
Cijepljenje jezgre atoma naziva se nuklearna fisija. Neki teški elementi imaju nestabilnu jezgru koja se može navesti na cijepljenje bombardiranjem neutronima. Kad se jezgre rascijepe, oslobađaju energiju i još neutrona koji mogu pogoditi druge jezgre i tako započinje lančana reakcija.
- Fisijski reaktor

Srce fisijskog reaktora ja čvrst čelični spremnik, odnosno jezgra. U jezgri reaktora odvija se niz fisijskih reakcija, takozvana lančana reakcija te stvara veliku toplinu. Rashladna tekućina koja kola preuzima tu toplinu i pokreće generatore pare. Generatori pare pomoću te topline pretvaraju vodu u mlazove vodene pare pod visokim tlakom. Mlazovi vodene pare pokreću parne turbine povezane s električnim generatorima.
- Rasplodni reaktor

Reaktor koji sam stvara, ili >> rasplođuje << gorivo naziva se rasplodni reaktor. Tijekom lančane reakcije jedan dio urana prelazi u plutonij koji se također može koristiti kao nuklearno gorivo.
- Štapići s nuklearnim gorivom

Većina štapića s gorivom sastoji se od peleta ili šipki izotopa urana - 235 koji se drži u kućištu od legure. Uran - 235 ima 235 protona i neutrona u jezgri svojih atoma.

## Nuklearna opasnost
Otpad od nuklearnog goriva je opasno radioaktivan pa se mora potopiti na morsko dno ili zakopati duboko u zemlju. Ispitivanje nuklearnog oružja i oštećenje reaktora mogu uzrokovati dugotrajne zdravstvene opasnosti zbog oslobađanja radioaktivmog materijala u zrak.

### Enrico Fermi
Nuklearni fizičar talijanskog podrijetla Enrico Fermi (1901 - 1945) napustio je Italiju 1938. te nastavio živjeti i raditi u SAD-u. Godine 1942. sagradio je prvi nuklearni reaktor na napuštenom igralištu za skvoš Sveučilišta u Chicagu. Na tom reaktoru Fermi je uspio izvesti prvu nuklearnu fisijsku lančanu reakciju.

## Vremenska tablica
| Povijesne značajke |
| --- |
| 1911. Fizičar Ernest Rutherford, rođen u Novom Zelandu, obznanjuje da svaki atom sadržava malenu, čvrstu sredinu, takozvanu jezgru. |
| 1938. Njemački kemičar Otto Hahn i austrijska fizičarka Lise Meitner otkrivaju nuklearnu fisiju.                                    |
| 1939. Fizičar Hans Bethe, podrijetlom iz Njemačke, otkriva da sunčeva energija potječe od nuklearne fuzije.                         |
| 1942. Enrico Fermi u SAD-u izvodi prvu lančanu reakciju.                                                                            |
| 1945. Nuklearne bombe uništavaju japanske gradove Hirošimu i Nagasaki.                                                              |
| 1954. Ruski reaktor Obninsk prvi stvara električnu energiju.                                                                        |
| 1986. Eksplozija reaktora u Černobilu, Ukrajina, oslobađa oblake radioaktivnog materijala.                                          |
| 1991. U Engleskoj projekt JET (Joint European Torus) postižu prvu kontroliranu fuziju.                                              |